# Lasianthus bicolor
Lasianthus bicolor är en måreväxtart som beskrevs av William Grant Craib. Lasianthus bicolor ingår i släktet Lasianthus och familjen måreväxter.
Artens utbredningsområde är Thailand. Inga underarter finns listade i Catalogue of Life.